# Pelorosaurus
Il pelorosauro (Pelorosaurus), il cui nome significa "lucertola mostro", era un gigantesco dinosauro quadrupede caratteristico del Cretaceo inferiore, i cui resti sono stati rinvenuti nei famosi giacimenti del Weald nell'Inghilterra meridionale. Descritto per la prima volta da Gideon Mantell nel 1850, questo dinosauro è però poco conosciuto, data la scarsità dei resti fossili.

## Un parente del Brachiosaurus

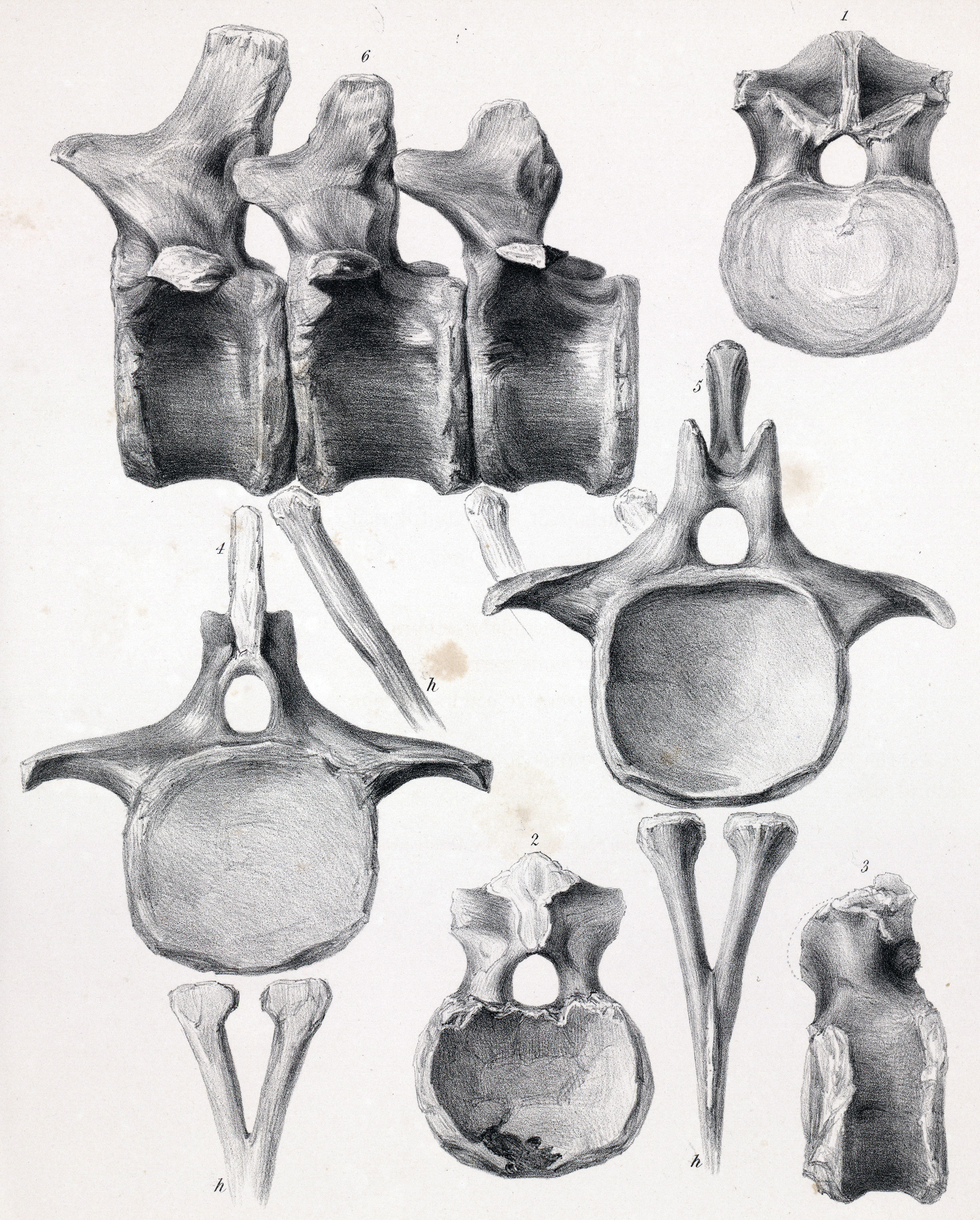
vertebre caudali di Pelorosaurus

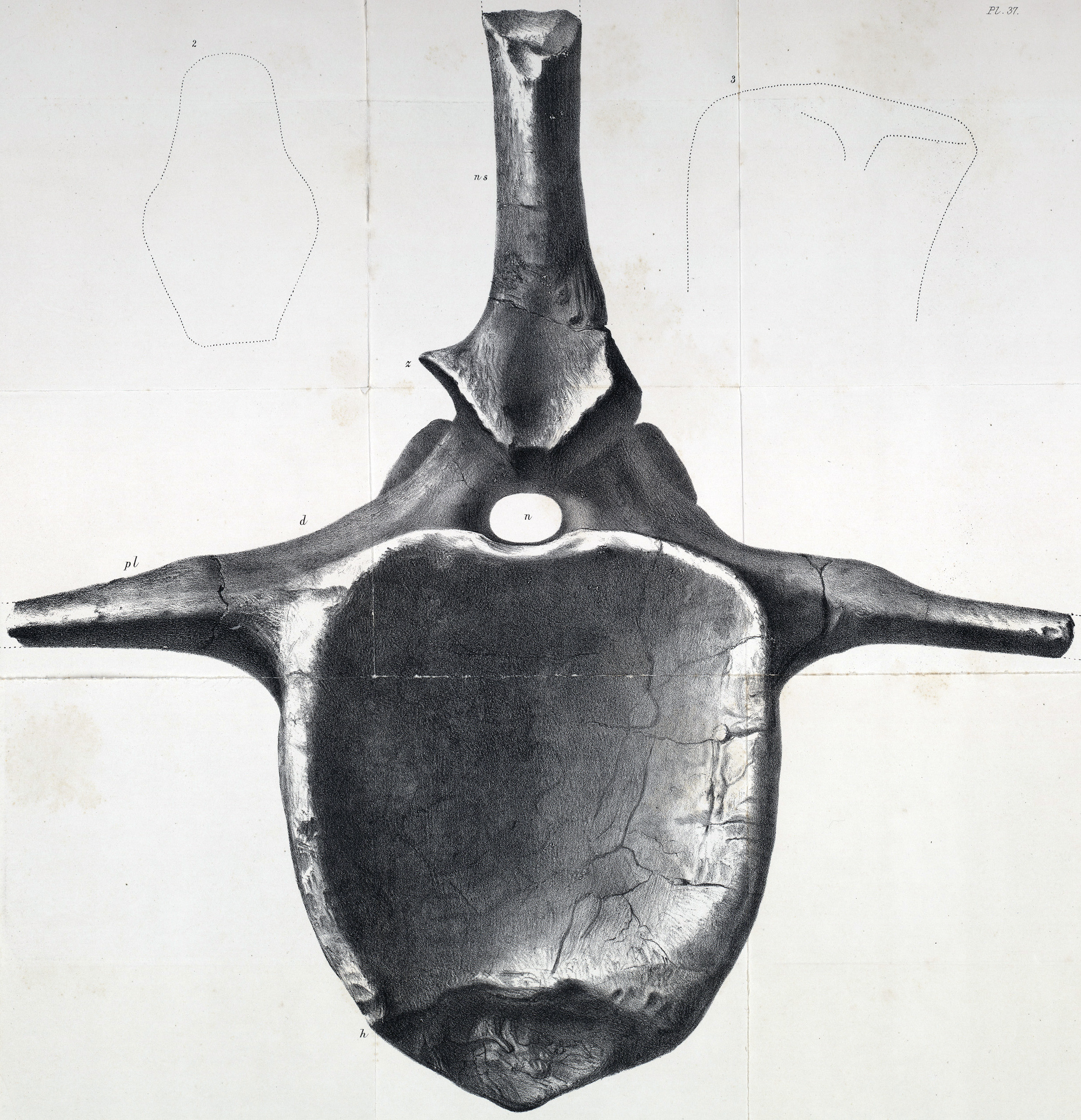
Vertebra di Pelorosaurus conybearei

Pelorosaurus era un erbivoro gigantesco, dalle dimensioni straordinarie: l'altezza doveva aggirarsi sui 12 metri, mentre la lunghezza poteva arrivare ai 22 metri. Il peso è stimato intorno alle 40-45 tonnellate. Il pelorosauro era un erbivoro dal collo lunghissimo, brucatore delle cime degli alberi, appartenente al gruppo dei sauropodi. Probabilmente questo animale era affine, anche se più snello, al ben più noto Brachiosaurus, vissuto in un'epoca leggermente anteriore.

## Specie
- P. conybeari (Melville 1849) (type) = 'P. brevis (Owen 1842/von Huene 1927), Ornithopsis conybeari, Cetiosaurus brevis, C. conybeari, Morosaurus brevis